# 中央 (海老名市)
中央（ちゅうおう）は、神奈川県海老名市の町名。現行行政地名は中央一丁目から中央五丁目。住居表示実施済区域。

## 地理
市内中央北部、小田急電鉄・相模鉄道海老名駅の東側に位置する。東西に走る神奈川県道40号線沿いを中心に商業施設や高層マンションなどが並び、市の中心市街地を形成している。
北西でめぐみ町、東で国分南、南東で大谷北、南で勝瀬および大谷北、南西で河原口および中新田、西で河原口とそれぞれ隣接する（いずれも海老名市）。

### 面積
面積は以下の通りである。
| 丁目       | 面積（km2） |
| ---------- | ----------- |
| 中央一丁目 | 0.20        |
| 中央二丁目 | 0.18        |
| 中央三丁目 | 0.09        |
| 中央四丁目 | 未発表      |
| 中央五丁目 | 未発表      |
| 計         | 0.47        |

## 歴史
1991年（平成3年）に大字国分で住居表示が実施されたことで一丁目・二丁目が成立。その後1994年（平成6年）には大字河原口の一部が新たに三丁目として編入された。
- 1991年（平成3年）
  - 2月25日 - 大字国分および大字上郷[注 2]の一部が分離、中央一丁目成立[7][8]。
  - 11月11日 - 大字国分および大字勝瀬[注 3]の一部が分離、中央二丁目成立[7][9]。
- 1994年（平成6年）12月5日 - 大字河原口の一部が分離、中央三丁目成立[7][10]。
- 2014年（平成26年）8月 - 喰の道場閉館[11]。
- 2024年（令和6年）9月30日 - 大字河原口の一部が分離、中央四丁目成立。大字河原口・勝瀬・大谷の一部が分離、中央五丁目成立[12]。

## 世帯数と人口
2023年（令和5年）1月1日現在（海老名市発表）の世帯数と人口は以下の通りである。
| 丁目       | 世帯数    | 人口    |
| ---------- | --------- | ------- |
| 中央一丁目 | 956世帯   | 1,920人 |
| 中央二丁目 | 532世帯   | 970人   |
| 中央三丁目 | 1,820世帯 | 3,713人 |
| 計         | 3,308世帯 | 6,603人 |

### 人口の変遷
国勢調査による人口の推移。
| 年                 | 人口  |
| ------------------ | ----- |
| 1995年（平成7年）  | 1,928 |
| 2000年（平成12年） | 3,441 |
| 2005年（平成17年） | 4,814 |
| 2010年（平成22年） | 5,637 |
| 2015年（平成27年） | 6,373 |
| 2020年（令和2年）  | 6,650 |

### 世帯数の変遷
国勢調査による世帯数の推移。
| 年                 | 世帯数 |
| ------------------ | ------ |
| 1995年（平成7年）  | 945    |
| 2000年（平成12年） | 1,572  |
| 2005年（平成17年） | 2,157  |
| 2010年（平成22年） | 2,615  |
| 2015年（平成27年） | 3,072  |
| 2020年（令和2年）  | 3,295  |

## 学区
市立小・中学校に通う場合、学区は以下の通りとなる（2022年12月時点）。
| 丁目       | 番地 | 小学校                 | 中学校                 |
| ---------- | ---- | ---------------------- | ---------------------- |
| 中央一丁目 | 全域 | 海老名市立海老名小学校 | 海老名市立海老名中学校 |
| 中央二丁目 | 全域 | 海老名市立海老名小学校 | 海老名市立海老名中学校 |
| 中央三丁目 | 全域 | 海老名市立海老名小学校 | 海老名市立海老名中学校 |

## 事業所
2021年（令和3年）現在の経済センサス調査による事業所数と従業員数は以下の通りである。
| 丁目       | 事業所数  | 従業員数 |
| ---------- | --------- | -------- |
| 中央一丁目 | 327事業所 | 3,498人  |
| 中央二丁目 | 243事業所 | 4,663人  |
| 中央三丁目 | 188事業所 | 2,058人  |
| 計         | 758事業所 | 10,219人 |

### 事業者数の変遷
経済センサスによる事業所数の推移。
| 年                 | 事業者数 |
| ------------------ | -------- |
| 2016年（平成28年） | 802      |
| 2021年（令和3年）  | 758      |

### 従業員数の変遷
経済センサスによる従業員数の推移。
| 年                 | 従業員数 |
| ------------------ | -------- |
| 2016年（平成28年） | 11,364   |
| 2021年（令和3年）  | 10,219   |

## 交通

### 鉄道
地内の北西端を小田急小田原線および相鉄本線が通過し、海老名駅東口駅前広場を有する（駅施設自体はめぐみ町に所在）。

### 道路
地内を通る高速道路・国道はない。
主要地方道
- 神奈川県道40号横浜厚木線（旧国道246号） - 中心部を東西に走る。
- 神奈川県道46号相模原茅ヶ崎線 - 南西部を東西に走る。

### バス
海老名駅東口バスターミナルに神奈川中央交通・相鉄バス・海老名市コミュニティバスの各路線が発着する。詳細は海老名駅#バス路線を参照。

## 施設
中央一丁目
- ビナウォーク
- 海老名中央公園[22]
- JAさがみ海老名支店
- ビナマークスイースト・ビナマークスウエスト - 高層ツインタワーマンション。
- 国分押堀（こくぶおしぼり）児童遊園[22]

中央二丁目
- イオン海老名店
- ヤマダデンキテックランド海老名店
- 海老名プライムタワー
- レンブラントホテル海老名（旧オークラフロンティアホテル海老名）
- 海老名郵便局
- まちかど公園[22]

中央三丁目
- ショッパーズプラザ海老名
- ホテルビスタ海老名
- 神奈川県管工事業協同組合 県水会館
- 横浜トヨペット 海老名U-Carセンター

中央四丁目
- 海老名総合病院

中央五丁目
- 海老名警察署

## ギャラリー

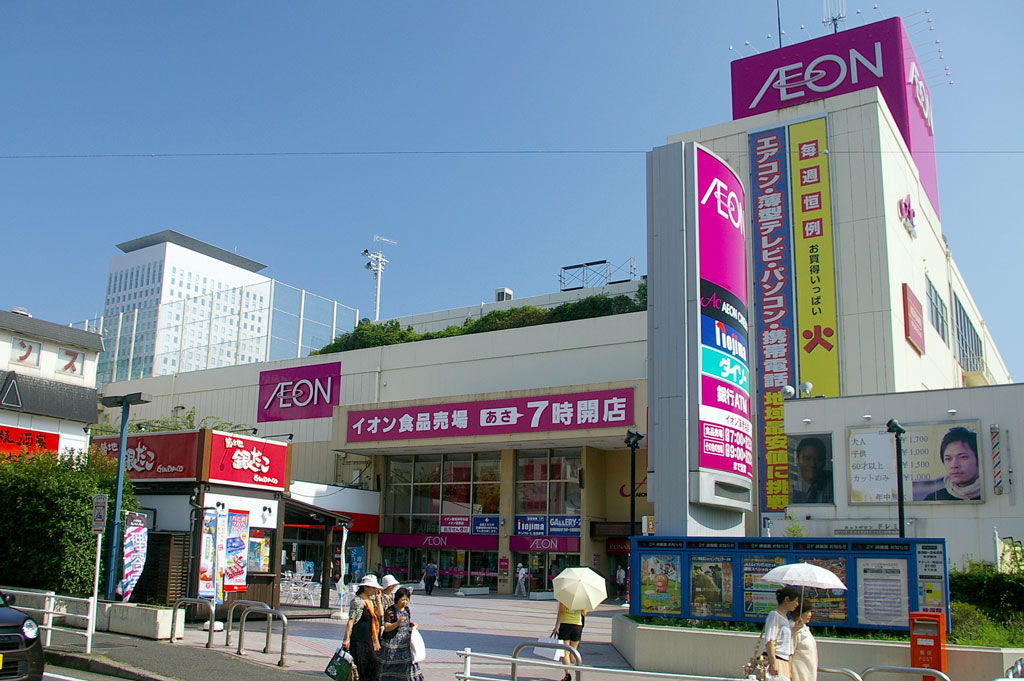
イオン海老名店
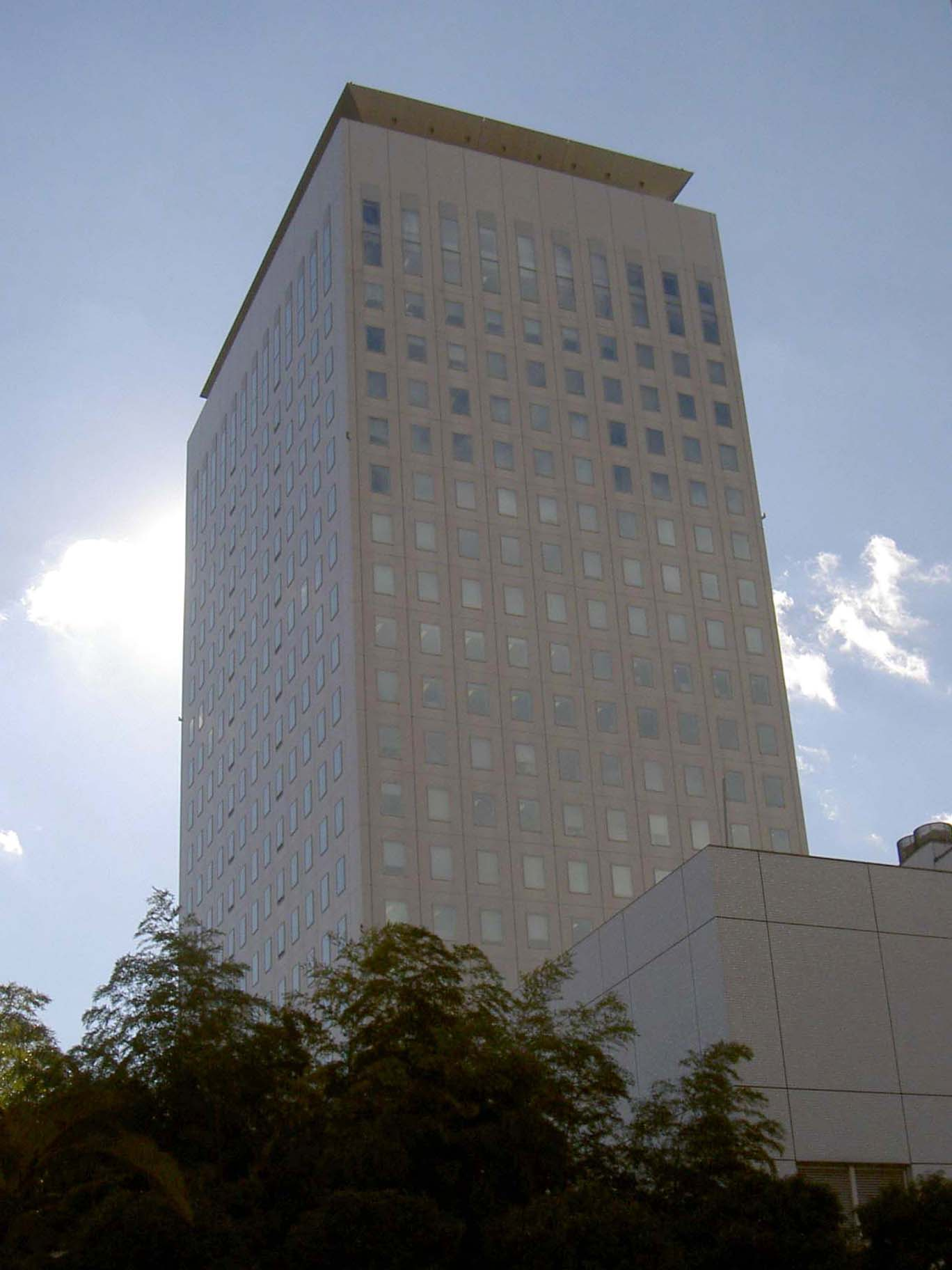
海老名プライムタワー
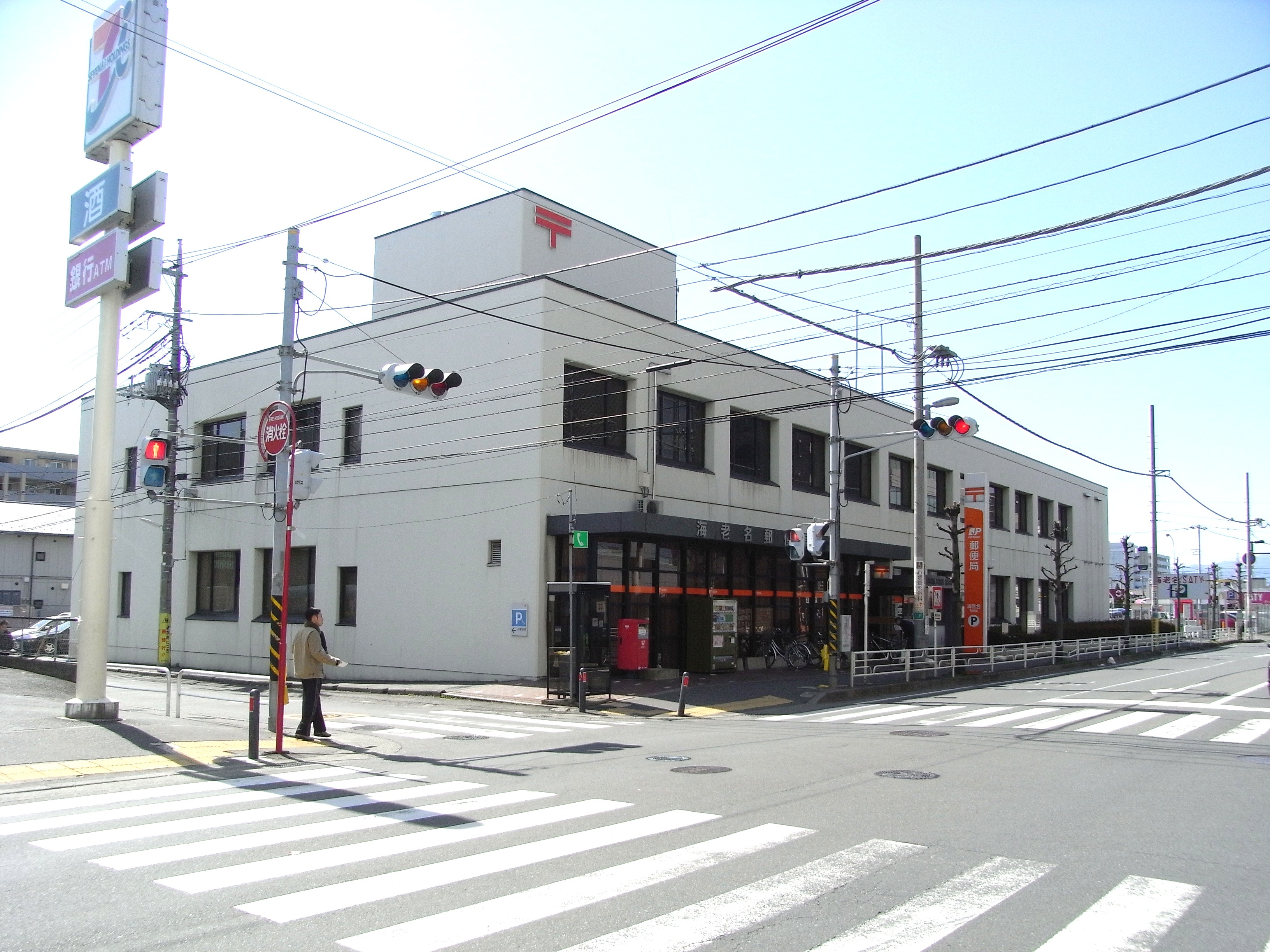
海老名郵便局
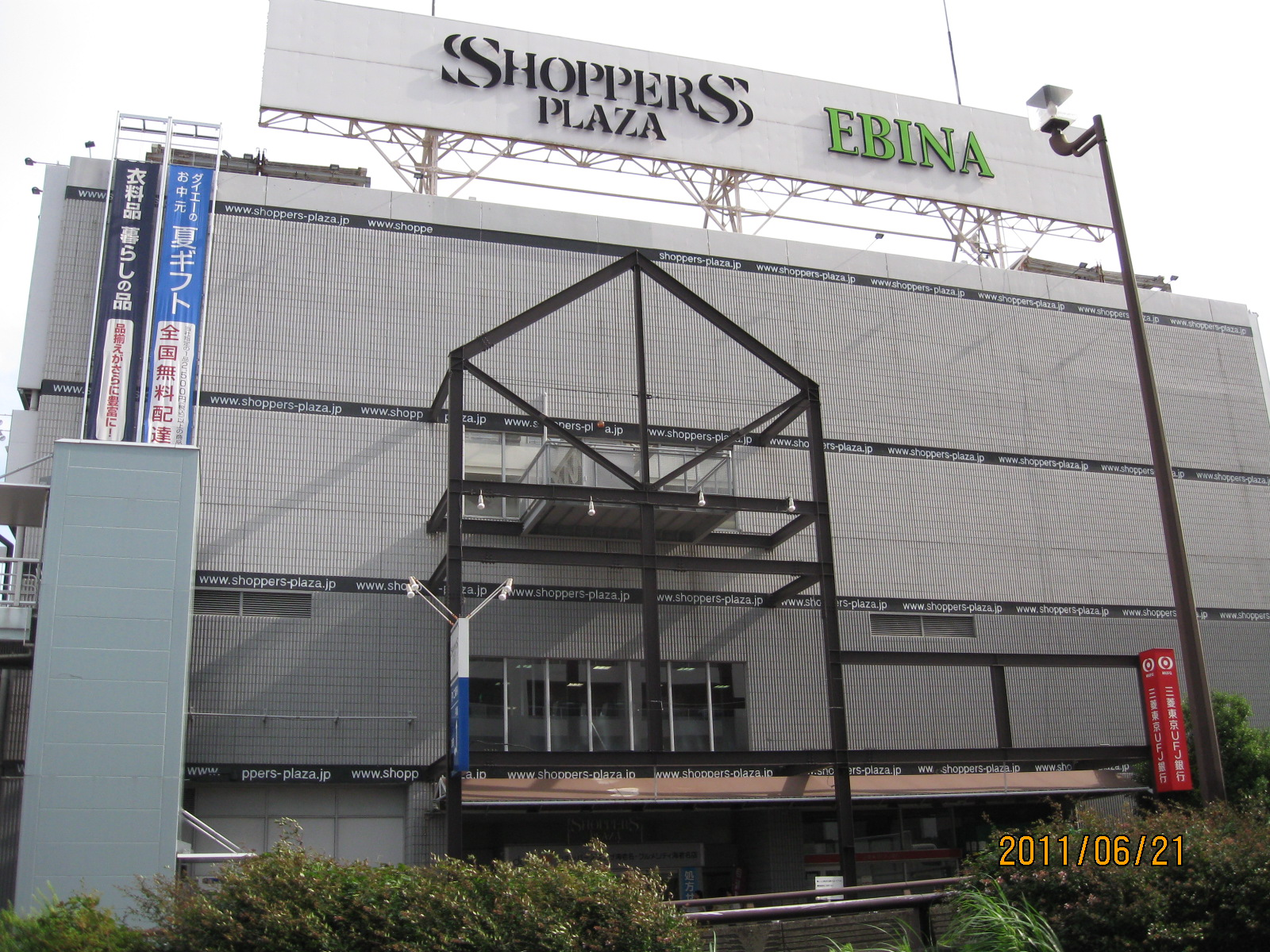
ショッパーズプラザ海老名
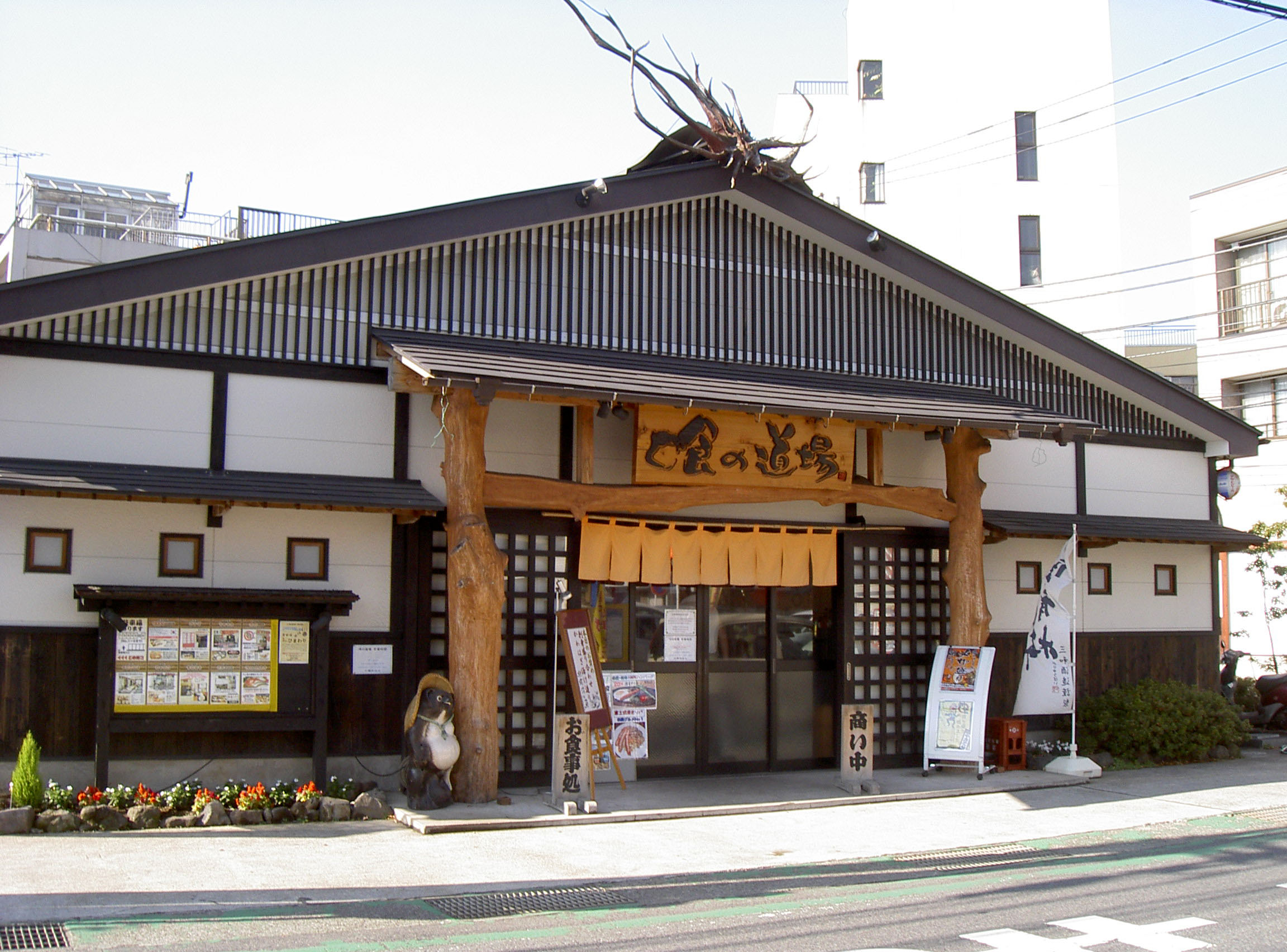
喰の道場（2008年撮影。現在は閉館、別の飲食店として営業中）
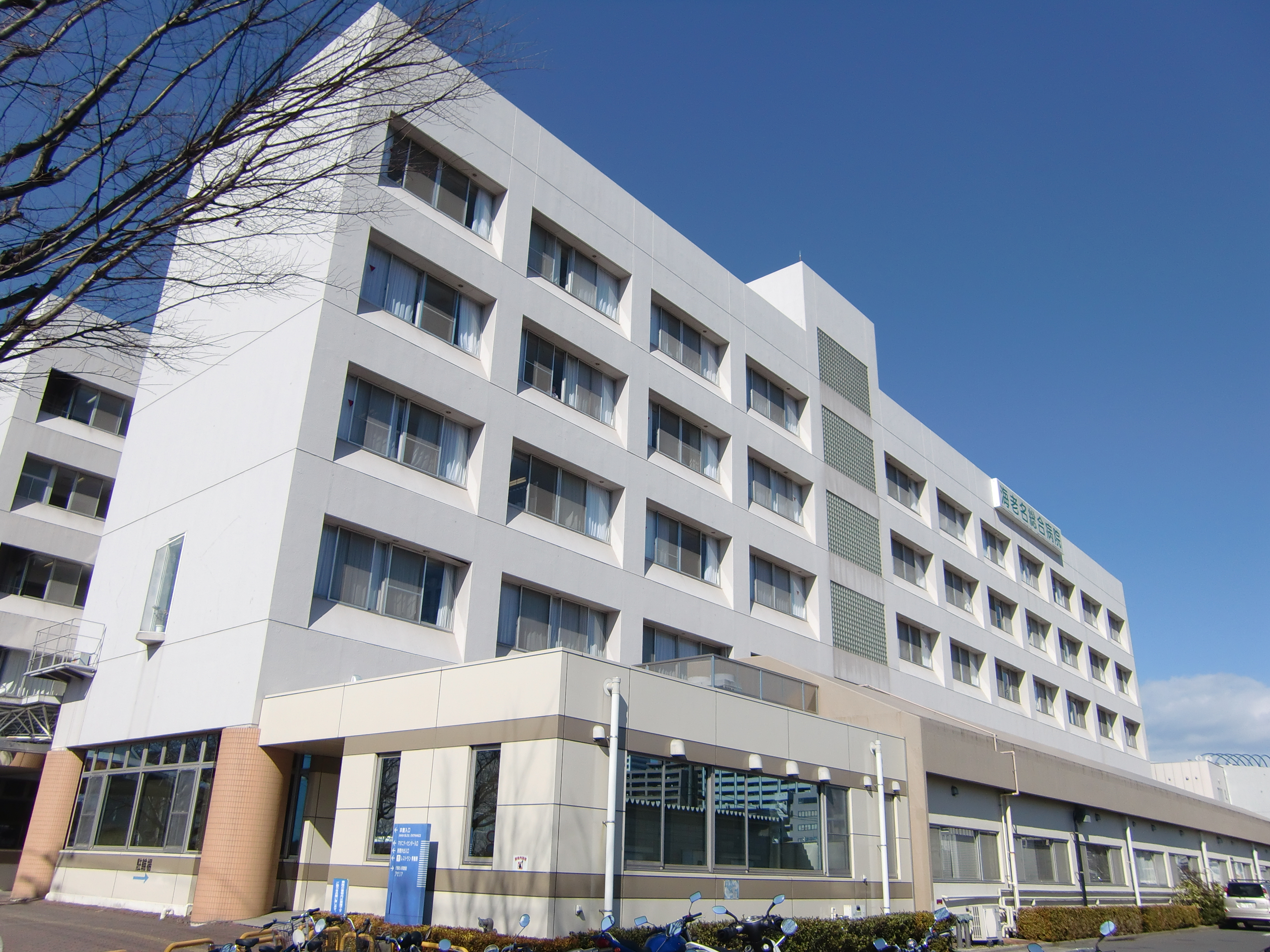
海老名総合病院
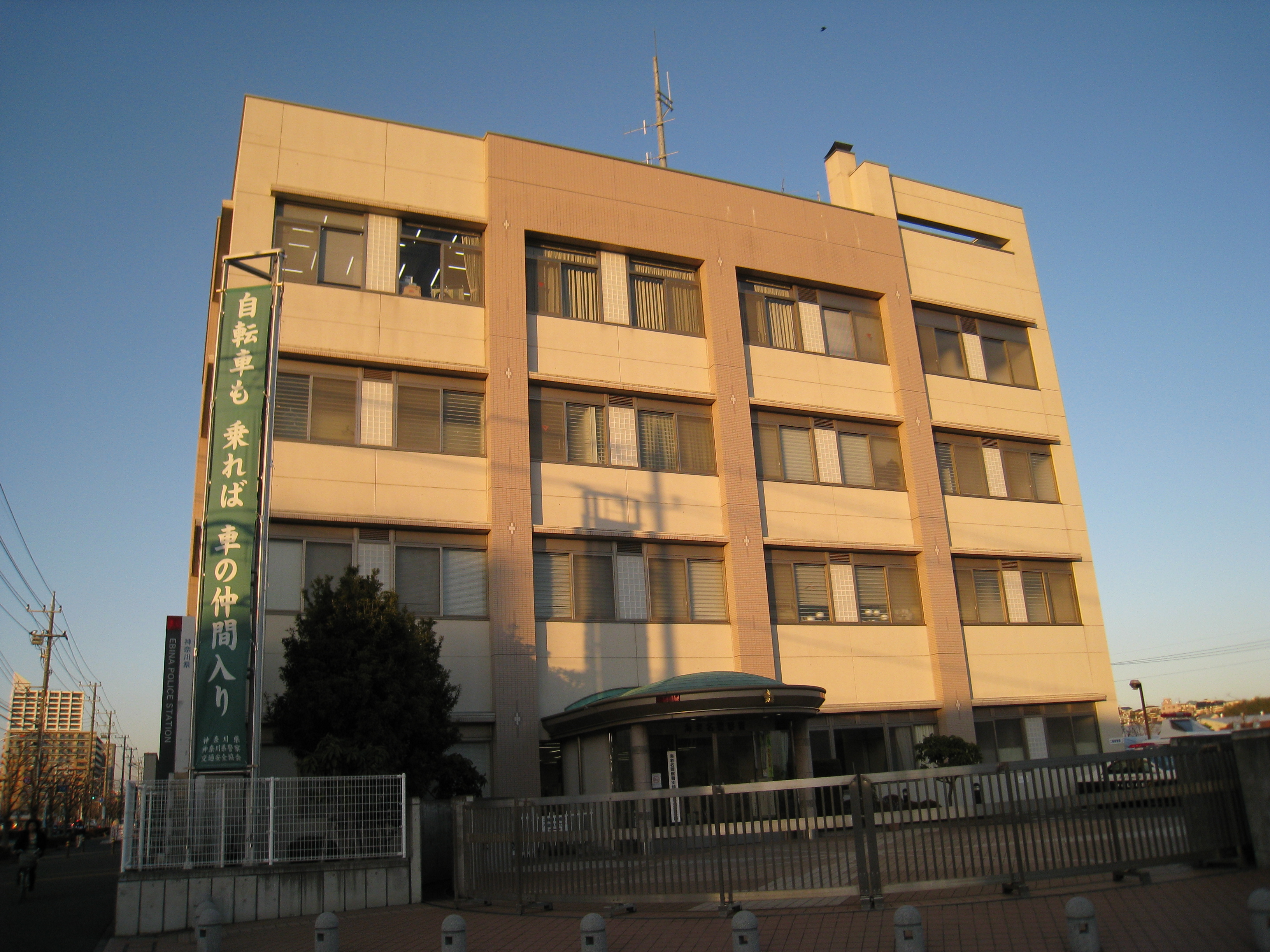
海老名警察署

## その他

### 日本郵便
- 郵便番号 : 243-0432[3]（集配局 : 綾瀬郵便局[23]）。